# Maman ne le sait pas
Singles de Ninho
La Vie qu'on mène
(2019) Putana
(2019)
Maman ne le sait pas est un single du rappeur français Ninho en featuring avec Niska, sorti le 22 mars 2019 et extrait de l'album Destin.

## Contexte
Maman ne le sait pas est la dixième piste de l'album Destin. Elle sort en même temps que tous les autres titres de l'album, hors single de promotion[pas clair]. Il s'agit de la deuxième collaboration des deux artistes après la chanson Elle a mal.

## Accueil

### Accueil public
De manière générale, la chanson est bien accueilli par le grand public. Elle devient rapidement l'un des plus gros succès de l'album Destin, avec 161 millions de vues sur YouTube en septembre 2024.

### Accueil commercial
Dans l'Hexagone, le titre atteint la deuxième place des charts. D'abord certifié single d'or, il devient single de platine. Il accède à la certification ultime du single de diamant pour plus de 50 millions de streams. Il se classe à la 5e position du Top streaming de l'année.

## Clip
Le clip réalisé par Nicolas Noël sort le 24 mai 2019. Il sort deux mois après celui de Paris c'est magique. Il met en lumière la thématique de la délinquance et du deal. Il fait passer le message des conséquences désastreuses des mauvaises actions.

## Classements
| Classements (2019) | Meilleure position |
| ------------------ | ------------------ |
| France (SNEP)      | 2                  |

## Certification
| Pays   | Organisme | Certification | Seuil       |
| ------ | --------- | ------------- | ----------- |
| France | SNEP      | Diamant       | 50 millions |